# K-MIX PRITTY HEART
K-MIX PRITTY HEART（ケイミックス・プリティ・ハート）は、静岡エフエム放送（K-MIX）がかつて放送していたラジオ番組である。

## 変遷
1997年4月 - 1998年3月
K-MIX本社1階のオープンスタジオ「ビュースタ」から公開生放送。
1998年4月 - 2000年3月
1998年4月の番組改編により、午後の番組の放送枠が13時スタート、13時55分終了へ変わった。
10時台スタートのワイド番組は『K-MIX MAGICAL BEAT』、16時台に『K-MIX RADIOSHIP"NOA"』が新たに放送開始。
『K-MIX MAGICAL BEAT』にビュースタが当てられ、当番組はK-MIX本社3階のスタジオからの生放送となる。
2000年4月 - 2001年3月
2000年4月の番組改編により、金曜10:03 - 15:55の『FRIDAY THE BIG MIX』が終了。
10時台スタートの『K-MIX MAGICAL BEAT』及び当番組は、金曜日の枠へ拡大。再びビュースタから公開生放送となる。

## 放送時間
1995年4月 - 1998年3月
月曜 - 木曜 13:30 - 17:25
1998年4月 - 2000年3月
月曜 - 木曜 13:00 - 15:55
2000年4月 - 2001年3月
月曜 - 金曜 13:00 - 15:55

## パーソナリティ
1995年4月 - 1997年3月
- 斎藤友美子（月曜 - 木曜）

1997年4月 - 1998年3月
- 松川梨香（月曜・火曜）
- ふじうらもとこ（水曜・木曜）

1998年4月 - 2000年3月
- 相川香（月曜・火曜）
- 高岡あや（水曜・木曜）

2000年4月 - 2001年3月
- 林舞（月曜・火曜）
- 武田裕子（ユーコ・タケダ）（水曜・木曜）
- 久保ひとみ（金曜）

## ディレクター
1995年4月 - 1997年3月
- 伊川昌弘（月曜・火曜・木曜）
- 岩崎としはる（水曜）

1997年4月 - 1998年3月
- 伊川昌弘（火曜・水曜）
- 岩崎としはる（月曜・木曜）

2000年4月 - 2001年3月
- 伊川昌弘（水曜・木曜・金曜）
- 鈴木秀明（月曜・火曜）

## タイムテーブル
1995年4月 - 1997年3月
- 13:30 - オープニング（リクエスト曲でスタート）、MIX SOUND PALSE[要検証 – ノート] PART1
- 14:00 - K-MIX HEADLINE NEWS、K-MIX Traffic & Weather Information
- 14:08頃 - MIX SOUND PALSE PART2
- 14:30頃 - Greeting
- 14:33頃 - MIX SOUND PALSE PART2
- 14:55 - デイリートーク（TOKYO FM制作）
- 15:00 - K-MIX HEADLINE NEWS、K-MIX Traffic & Weather Information
- 15:08頃 - K-MIX NON-STOP AIR PLAY
- 15:30頃 - MIX BEAT LINE
- 15:50頃 - K-MIX TRAVEL CUTS
- 16:00 - K-MIX HEADLINE NEWS、K-MIX Traffic & Weather Information
- 16:08頃 - K-MIX NON-STOP AIR PLAY
- 16:25頃 - NEWS PACKAGE
- 16:30頃 - MIX POP OASIS
- 16:55 - K-MIX Traffic & Weather Information
- 17:00 - AFTER5 CONNECTION
- 17:20頃 - エンディング

1997年4月 - 1998年3月
- 13:30 - オープニング、MIX SOUND PALSE PART1
- 13:50 - ハートフル・カフェ
- 14:00 - K-MIX HEADLINE NEWS、K-MIX Traffic & Weather Information
- 14:08頃 - MIX SOUN PALSE PART2
- 14:30頃 - Greeting
- 14:33頃 - MIX SOUND PALSE PART2
- 14:55 - TOKYO FM制作番組
- 15:00 - K-MIX HEADLINE NEWS、K-MIX Traffic & Weather Information
- 15:08頃 - K-MIX NON-STOP AIR PLAY
- 15:30頃 - MIX BEAT LINE
- 15:50頃 - K-MIX TRAVEL CUTS
- 16:00 - K-MIX HEADLINE NEWS、K-MIX Traffic & Weather Information
- 16:08頃 - K-MIX NON-STOP AIR PLAY
- 16:25頃 - NEWS PACKAGE
- 16:30頃 - MIX POP OASIS
- 16:55 - K-MIX Traffic & Weather Information
- 17:20頃 - エンディング